# Sylvania (Ohio)
Sylvania è una città degli Stati Uniti d'America, situata nello Stato dell'Ohio, nella contea di Lucas. La città si trova vicino a Toledo e si affaccia sul lago Erie.